# Estación de Marrakech
La Estación de Marrakech es la principal estación ferroviaria de pasajeros de Marrakech, Marruecos. Se encuentra en el punto final de la red ferroviaria de Marruecos meridional. La estación data de 1923, pero el edificio actual fue inaugurado el 10 de agosto de 2008. Desde Marrakech hay un enlace ferroviario directo a Casablanca y Fez. La estación Casablanca Voyageurs ofrece conexiones a Tánger y Oujda. Es la estación de tren más importante del país, con un flujo anual de tres millones de pasajeros.

## Historia
La vieja estación, construida en 1923 durante el protectorado francés, se encuentra a lo largo de la avenida de Hasan II y sirvió como término del sistema ferroviario marroquí. Está a poca distancia a pie del nuevo centro de la ciudad (barrio francés) y el Teatro Real.
En 2008 se reinauguró la estación, de nueva construcción, adyacente al edificio antiguo y se ampliaron las pistas. La nueva estación, que se encuentra a 100 metros más cerca del centro (y justo enfrente del Teatro Real), es más grande y se construyó para servir a la ampliación prevista de la red ferroviaria hacia Agadir y El Aaiún.